# ذئبة حمامية شاملة
الذئبة الحمراء أو ذئبة حمامية مجموعية (بالإنجليزية: Systemic lupus erythematosus) المعروفة أيضا باسم الذئبة، هو مرض مناعي ذاتي حيث يقوم الجهاز المناعي بمهاجمة الأنسجة السليمة في أجزاء كثيرة من الجسم عن طريق الخطأ. تختلف الأعراض بين الناس وقد تكون ما بين خفيفة إلى شديدة. وتشمل الأعراض الشائعة التهاب المفاصل، حمى، ألم صدر، فقدان الشعر، قرحة الفم، تضخم العقد اللمفية، إعياء، والطفح الجلدي الأحمر على الوجه وهو العرض الأكثر شيوعاً.
سبب ذلك المرض ليس واضحا تماما. ويعتقد أنه ينطوي على العوامل الهرمونية والبيئية والجينية. والدليل على ذلك يوجد بين التوائم المتطابقة، فإذا تأثر أحدهم فإن هناك فرصة بنسبة 24% أن يتأثر الآخر. كما يعتقد أن الهرمونات الجنسية للإناث، وأشعة الشمس، والتدخين، ونقص فيتامين د، وبعض الإصابات، تزيد من مخاطر الإصابة بالمرض. وتتضمن الآلية: استجابة مناعية للأجسام المضادة ضد أنسجة الشخص نفسه. ويعتبر هذا هوا السبب الرئيسي للمرض، حيث تقوم الأجسام المضادة بمهاجمة الأنسجة الحية الطبيعية للجسم نفسه مما يسبب تلك الالتهابات في أماكن مختلفه من الجسم. تشخيص مثل هذه الحالة ليس بالسهل حيث يستند إلى مجموعة من الأعراض والاختبارات المعملية. هناك أنواع أخرى من الذئبة الحمامية بما في ذلك الذئبة الحمامية القرصية، الذئبة الوليدية، والذئبة الحمامية الجلدية.
ليس هناك علاج للذئبة الحمراء، قد تشمل العلاجات مضاد التهاب لا ستيرويدي، كورتيكوستيرويد، دواء كبت مناعة، هيدروكسي كلوروكوين، وميثوتركسيت. لم يظهر أن الطب البديل قد أضاف علاجاً لهذا المرض. مرض الذئبة الحمراء يزيد بشكل كبير من خطر الإصابة بأمراض القلب والأوعية الدموية وهذا هو السبب الأكثر شيوعا للوفاة. مع العلاج الحديث حوالي 80% من المتضررين يستمرون على قيد الحياة أكثر من 15 عاما. النساء المصابات بالذئبة لديهن حالات حمل أكثر خطرا ولكنهن ناجحات في الغالب.
تتراوح معدلات المرض بين البلدان من 20 إلى 70 لكل 000 100 نسمة. وتتأثر النساء في سن الإنجاب بحوالي تسع مرات أكثر من الرجال. في حين أكثر ظهر للمرض يبدأ بين سن 15 و 45 وبالتالي مجموعة واسعة من الأعمار يمكن أن تتأثر. أما المنحدرون من أصل أفريقي وكاريبي وصيني فإنهم معرضون لخطر أكبر من البيض. معدلات المرض في العالم النامي غير واضحة. كان يعتقد قديما أن ذلك المرض سببه لدغة الذئب.

## أمراض المناعة الذاتية
أمراض المناعة الذاتية (autoimmune disease) تنشأ بسبب خلل في جهاز المناعة حيث يفقد أحد أهم خواصه والتي تتمثل في التمييز بين الأجسام الغريبة المؤذية وأنسجة الجسم الطبيعية، وبذلك يستهدف جهاز المناعة خلايا الجسم ويبدأ في محاربتها مسببا التهابات من النوعين الحاد والمزمن وتلفاً في خلايا وأنسجة الجسم. بعض أمراض المناعة الذاتية تستهدف خلية معينة أو نسيج معين، على سبيل المثال: أحد أنواع مرض السكري والذي يحدث نتيجة استهداف جهاز المناعة لنوع معين من خلايا البنكرياس ليعمل على تدميرها.

### التسمية
وتعود تسمية هذا المرض إلى أوائل القرن العشرين. وسبب تسميته بالمجموعية (systemic) لأنه يؤثر في أعضاء الجسم المختلفة، أما كلمة الذئبة (lupus)، فهي مشتقة من كلمة لاتينية تعني الذئبة، وهي تصف الطفح أو التنقيط الجلدي والذي يشبه شكل الفراشة ويظهر على وجه المصاب ويشابه العلامات البيضاء الموجودة على وجه الذئبة، وأخيرًا كلمة الحمامية (erthematosus) مشتقة من كلمة اغريقية تعني «أحمر» وتصف لون الطفح الجلدي.

## الذئبة الحمراء الجهازية
هي أحد أشهر أمراض المناعة الذاتية حيث ينتج الجهاز المناعي أجسامًا مضادة لعدة أنسجة وخلايا في الجسم، ومن هنا أطلق عليها الجهازية حيث أنها لا تقتصر على نوع معين من الأنسجة فقط بل تهاجم مختلف الخلايا والأنسجة. قد يسبب الذئبة الحمراء أمراضًا في المفاصل والأوعية الدموية والجلد والرئة والكبد والكلى والجهاز العصبي والقلب.
تعد النساء أكثر عرضة للإصابة بالمرض خاصة ما بين 20-45 عاما، لكنه قد يصيب جميع الفئات العمرية بما فيهم حديثي الولادة.

## الذئبة الحمراء والوراثة
حتى الآن لم يُكتشَف سبب بعينه لحدوث هذا المرض، ولكن أثبتت الدراسات أن العوامل الوراثية والبيئية كالأشعة فوق البنفسجية والتعرض لبعض الفيروسات تلعب دورًا في إمكانية حدوث المرض، كم وُجِد أن لبعض الأدوية علاقة بالإصابة أيضا.
العوامل الوراثية والمتمثلة في الجينات كان لها دور واضح في الإصابة بعدد من أمراض المناعة الذاتية كالذئبة الحمراء والتهاب المفاصل والغدة الدرقية حيث وُجِد أن أقارب المصابين لديهم قابلية أكثر للإصابة. أما بشأن العوامل البيئية فيميل العلماء إلى أن الإصابة ببعض الفيروسات أو التعرض للأشعة فوق البنفسجية قد يكون عاملا في زيادة المرض وإظهاره.
من العوامل المُرجَّح تأثيرها أيضا الهرمونات الأنثوية، حيث كان للنساء النصيب الأكبر في الإصابة بهذا المرض مقارنة بالرجال بنسبة 8 نساء/رجل. إضافة إلى تأثره بالدورة الشهرية، ولا زالت الأبحاث والدراسات قائمة في هذا المجال.

## الذئبة الحمراء المحدثة بالأدوية
قد تنتج الذئبة الحمراء بسبب استخدام عدد من الأدوية مثل البروكيناميد (بالإنجليزية: Procainamide) أو الهيدرالازين (بالإنجليزية: Hydralazine) كذلك باستخدام methyl dopa

## أعراض الذئبة الحمراء

أعراض الذئبة الحمراء

المرض يؤثر سلبا على عدة أجهزة في الجسم، وبناء على ذلك تختلف الأعراض باختلاف الجهاز المصاب، وتجدر الإشارة أن للمرض فترات من النشاط تظهر الأعراض واضحة فيها وأخرى من الكمون يهدأ فيها المرض.
الأعراض السائدة:
1. الشعور بالإعياء والتعب
2. ارتفاع درجة الحرارة
3. فقدان الشهية
4. آلام في المفاصل والعضلات
5. تقرحات في الفم
6. احمرار في الوجه، يأخذ شكل الفراشة
7. حساسية مفرطة للضوء
8. التهابات في الأغشية المبطنة للقلب والرئتين

ليس من الضروري أن تحدث جميع هذه الأعراض فشدة المرض ومدى تأثر الجسم تختلف من مصاب لآخر، فقد تظهر الأعراض على شكل حرارة مزمنة مجهولة السبب أو فترات من ألم المفاصل والعضلات.
أهم الأعضاء في أجسادنا وأخطرها إذا وصل إليها المرض هي الدماغ، الكبد والكلى. كما يحدث غالبا نقص في جميع خلايا الدم Leucopenia والذي يؤدي إلى زيادة خطر الالتهابات.
التهاب الغشاء البلوري المبطن للرئة قد يسبب ألمًا في الصدر يزيد عند الكحة أو أخذ نفس عميق، أما التهاب الكلية فقد يسبب زيادة البروتينات في البول بالإضافة إلى ارتفاع في ضغط الدم والذي يؤدي إلى الفشل الكلوي. كما أن هناك بعض المرضى من النساء يعانين من الإجهاض المتكرر نتيجة تكوين أنواع من الأجسام المناعية في الدم.
أما في حال وصول الالتهاب إلى الدماغ فقد تحدث للمريض نوبات من التشنج أو الإغماءات. فقدان الشعر والتهاب المفاصل تعد من الأعراض السائدة مع المرض أيضا.

## تشخيص الذئبة الحمراء

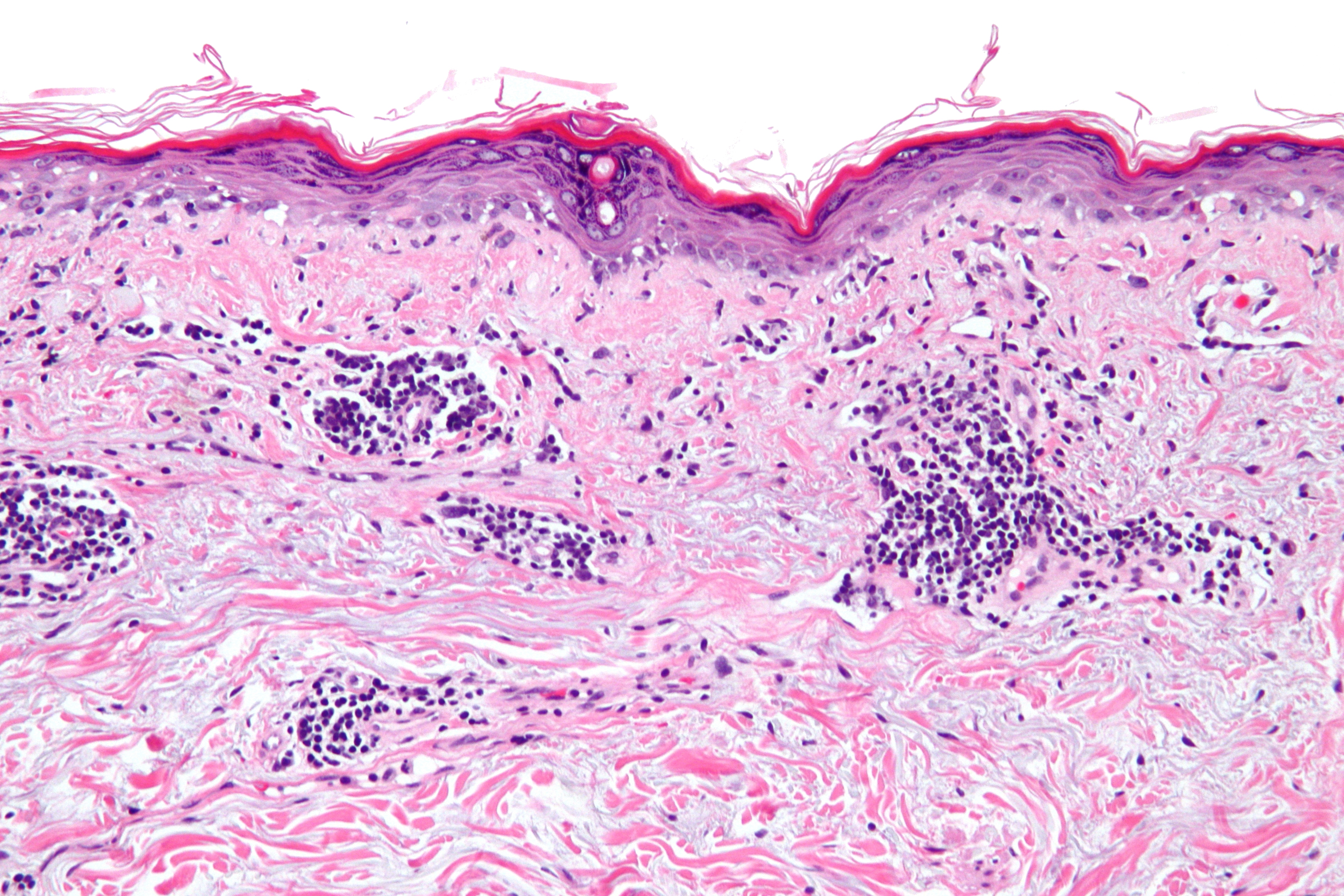
صورة مجهرية تظهر التهاب الجلد في مرض الذئبة باستخدام صبغة الهيماتوكسيلين واليوزين.

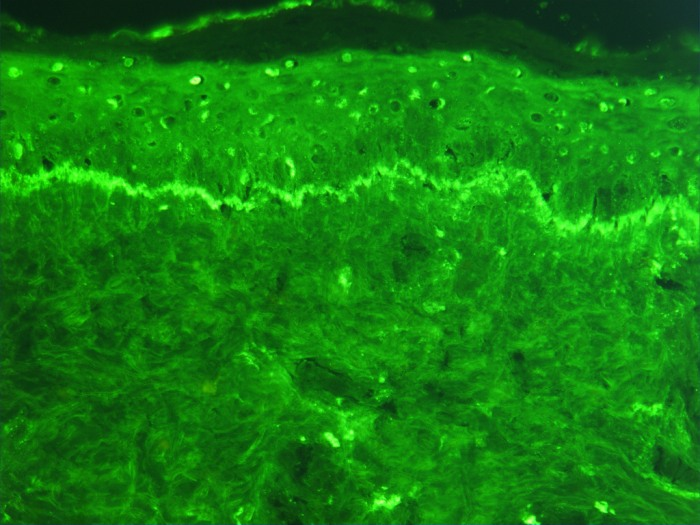
قسم نسيجي مصغر من جلد الإنسان.

### اختبارات المعمل
الأجسام المضادة النملية (ANA) تشكل الدعامة الأساسية للاختبار المصلي لمرض الذئبة SLE. وتستخدم العديد من التقنيات للكشف عن ANAs. الأسلوب المناعي الأكثر استخداماً على نطاق واسع سريريا هو المناعي غير المباشر (IF). حيث يشير إلى نوع من الأجسام المضادة الموجودة في المصل. وبالتالي يمكن الكشف عن الرواسب المناعية والبروتينات في جلد المريض. عندما يكون التحيليل IF إيجابي (ما يسمى اختبار الذئبة الفرقة) هو دليل على الذئبة الحمامية الجهازية.
تحليل ANA يعطي نتائج إيجابية في العديد من اضطرابات النسيج الضام وأمراض المناعة الذاتية الأخرى، ويمكن أن تحدث في الأفراد العاديين. أنواع فرعية من الأجسام المضادة النملية تشمل الأجسام المضادة لسميث"anti-Smith" والأجسام المضادة للهيستون (التي ترتبط بالذئبة التي يسببها الدواء). الأجسام المضادة المحددة لمرض الذئبة يطلق عليها"anti-double stranded DNA (dsDNA) antibodies " وهي موجودة في 70% من الحالات، في حين أنها تظهر في 0.5% فقط من الناس العاديين، كما أن تتر الأجسام المضادة لمكافحة (dsDNA) تميل أيضا إلى أن تعكس نشاط المرض، وإن لم يكن ذلك في جميع الحالات. قد يزيد معدل ANA في الأشخاص الذين يعانون من مرض الذئبة الحمراء وهي المضادة لل U1 RNP (الذي يظهر أيضا في التصلب النظامي ومرض النسيج الضام المختلط)، SS-A (أو مكافحة رو) و SS-B (وكلاهما أكثر شيوعا في متلازمة شوغرن). SS-A و SS-B تعطي خطرا محددا لكتلة توصيل القلب في الذئبة الوليدية.
الاختبارات الأخرى التي يتم إجراؤها بشكل روتيني في مرض الذئبة الحمراء المشتبه فيها هي مستويات النظام المكمل (مستويات منخفضة تشير إلى استهلاك الجهاز المناعي) ووظائف الكلى (إذا كانت الكلى متورطة)، وأنزيمات الكبد، وتعداد الدم الكامل.
وقد استخدم اختبار الذئبة الحمامية L.E عادة للتشخيص، ولكنه لم يعد يستخدم لأن خلايا LE وجدت فقط في 50-75% من حالات الذئبة الحمراء، كما وجدت تلك الخلايا أيضا في بعض المصابين بالتهاب المفاصل الروماتويدي، تصلب الجلد، وحساسية المخدرات. وبسبب هذا، نادراً ما يتم استخدام اختبار الخلية LE.

### معايير التصنيف
قام بعض الأطباء بإجراء تشخيص على أساس معايير تصنيف الكلية الأمريكية لأمراض الروماتيزم (ACR). ومع ذلك، تم وضع المعايير أساسا للاستخدام في البحث العلمي بما في ذلك استخدام التجارب المعشاة ذات الشواهد التي تتطلب مستويات أعلى من الثقة، والكثير من الناس الذين يعانون من مرض الذئبة الحمراء قد لا ينطبق عليهم كل تلك المعايير.

#### المعايير
أنشأت الكلية الأمريكية لأمراض الروماتيزم (ACR) أحد عشر معيارا في عام 1982، والتي تم تنقيحها في عام 1997 كأداة تصنيفية لتفعيل تعريف مرض الذئبة الحمراء في التجارب السريرية. ولا يقصد منها أن تستخدم لتشخيص الأفراد وإنما لغرض التعرف على الناس للدراسات السريرية، يتم تشخيص المصاب الذي لديه مرض الذئبة الحمراء إذا كان هناك 4 من أصل 11 من الأعراض التالية موجوده في نفس الوقت.
1. طفح جلدي (طفح جلدي على الخدين)؛ حساسية ونوعية = 57%; حساسية ونوعية = 96%.[17]
2. طفح جلدي (أحمر، بقع متقشرة على الجلد تسبب تندب). حساسية = 18٪.[17]
3. التهاب الجنبة: (التهاب الغشاء حول الرئتين) أو التهاب التامور (التهاب الغشاء حول القلب). حساسية ونوعية = 56٪؛ حساسية ونوعية = 86% (الجنبي هو أكثر حساسية، القلب هو أكثر تحديدا).[17]
4. تقرحات الفم (بما في ذلك قرحة الفم أو البلعوم). حساسية ونوعية= 27٪. حساسية ونوعية = 96٪. .[17]
5. التهاب المفاصل: التهاب المفاصل غير نيروسي من اثنين أو أكثر من المفاصل الطرفية، مع تورم، أو الانصباب، حساسية = 86٪؛.[17]
6. التهاب الجلد الضوئي (التعرض للأشعة فوق البنفسجية يسبب الطفح الجلدي). حساسية = 43٪؛ خصوصية = 96٪.[17]
7. اضطراب فقر الدم الانحلالي (انخفاض عدد خلايا الدم الحمراء)، نقص الكريات البيض (عدد خلايا الدم البيضاء <4000 / ميكرولتر)، ليمفوبينيا (<1500 / ميكرولتر)، أو انخفاض عدد الصفائح الدموية (<100000 / ميكرولتر)؛ حساسية = 59٪؛ خصوصية = 89٪. وينظر أيضا إلى نقص هيبوكومبليمنتيميا، بسبب استهلاك C3 و C4 عن طريق جهاز المناعة.[17][18]
8. بروتين في البول: أكثر من 0.5 غرام من البروتين يوميا في البول حساسية = 51٪؛ خصوصية = 94٪.[17]
9. عامل مضاد للنواة حساسية = 99٪؛ النوعية = 49٪.[17]
10. الاضطراب المناعي: إيجابي لـ: مضاد سميث، ds DNA، الأجسام المضادة الفوسفوليبيد. حساسية = 85٪.[17][19]
11. اضطراب عصبي: المضبوطات أو الذهان. حساسية = 20٪؛ خصوصية = 98٪.[17]

## العلاج
علاج الذئبة الحمراء يهدف بالدرجة الأولى إلى تخفيف الأعراض وتقليل التلف الناتج عن الالتهابات التي يسببها المرض، كما يهدف إلى تقليل نشاط جهاز المناعة للتقليل من ضراوة هجومه. بعض المرضى ممن لديهم أعراض بسيطة لا يحتاجون إلى العلاج ولكن المتابعة مهمة حيث توجد فترات نشاط للمرض، وهنا يصف الأطباء أدوية مضادة للالتهابات حتى يعود المرض للكمون مرة أخرى. بعض الحالات تستدعي العلاج بالكورتيزون، كذلك يستخدم أحياناً علاج آزاثيوبيرين «كابح المناعة» إضافة إلى مضادات الملاريا والتي تستخدم في أغلب الحالات بالإضافة إلى بعض الأنواع الأخرى حسب آحتياج الحالة. من المهم معرفة انه مع التقدم الطبي أصبح كثيرا من المرضى قادرين ان يمارسون حياة طبيعية مثل غيرههم.
أما عن الوقاية فان مريض الذئبة الحمراء ينصح بتجنب التعرض لأشعة الشمس المباشرة حيث أن ذلك قد يؤدي إلى نشاط المرض كما ننصح المريض أن يبادر إلى مراجعة الطبيب عند الشعور بأعراض قد تدل على وجود التهاب ميكروبي مثل ارتفاع الحرارة خصوصا إذا كان يتعاطى عقار الكورتيزون أو أدوية خفض المناعة.

## الذئبة الحمراء والحمل
قد يظهر المرض لأول مرة خلال الحمل، أما بالنسبة للمرضى اللاتي يعانين من المرض قبل الحمل فان المرض قد ينشط ويؤثر على أجزاء من الجسم أثناء الحمل أو الفترة التي تلي الولادة.وتنصح مريضة الذئبة أن تتجنب الحمل أثناء نشاط المرض وأن لا يتم الحمل إلا بعد فترة من ركود المرض وأن تخضع المريضة للمتابعة الدقيقة أثناء الحمل، وقد أثبتت الدراسات أن أغلب حالات الحمل لدى مريضات الذئبة تسير بشكل طبيعي وولادة طبيعية إذا خضعت للمتابعة والعلاج اللازمين. وفي حالة حدوث حمل خلال نشاط المرض ترتفع الخطورة على الأم والجنين مع ارتفاع احتمالية الإجهاض. من جهة أخرى هناك نوع من الأجسام المناعية قد ينتقل من الأم إلى الجنين عبر المشيمة مما قد يتسبب في بعض المشاكل الصحية للطفل عند الولادة مثل الطفح الجلدي والذي غالبا ما يزول مع الوقت، وهناك مشاكل صحية أخرى قد تستمر لدى الطفل مثل اضطراب نبضات القلب أو الأنيميا إلا أن ذلك يحصل في حالات قليلة جدا.

## نصائح
يستحسن لمريض الذئبة الحمراء المتابعة الدائمة مع طبيبه، الحرص على تناول الأدوية والحفاظ على مواعيدها، عدم التعرض لأشعة الشمس كثيرا لأن ذلك قد يسبب تنشيط المرض ويظهر ذلك عن طريق احمرار الجلد.

## التوعية
منذ عام 2004، يحيي العالم في العاشر من مايو من كل عام اليوم العالمي للذئبة الحمراء، إذ تخصص المنظمات العالمية الصحية أنشطة للتعريف بمرض الذئبة الحمراء لزيادة الوعي وتثقيف الناس حول الأعراض والآثار الصحية لهذا المرض.

## أنظر أيضا
- ذئبة حمامية جهازية عصبية نفسية